# Studstrup
Studstrup är en mindre kustort i Århus kommun med 857 invånare. Studstrup ligger utmed Kalø Vig 16 kilometer nordost om Århus. Närmsta större ort är Løgten tre kilometer västerut. Studstrup ligger i Skødstrup socken.
Djurslandsmotorvägen passerar förbi en kilometer väst om staden och kraftvärmeverket Studstrupverket ligger i utkanten av samhället.